# Liste des districts dans le borough londonien de Harrow
Ceci est une liste des districts du Borough londonien de Harrow.
L'ensemble du borough est couvert dans la zone postal HA, à l'exception d'une petite rue résidentielle de Queensbury, Honey Close, qui est NW9 et donc la zone postal NW.

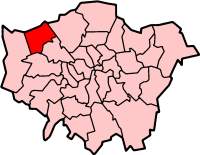
Harrow dans le Grand Londres

## Districts
| District           | Ville postale                      | Zone postal/District | Coordonnées                 | OS grid ref  |
| ------------------ | ---------------------------------- | -------------------- | --------------------------- | ------------ |
| Belmont            | HARROW, STANMORE                   | HA3, HA7             | 51° 36′ 05″ N, 0° 19′ 09″ O | TQ165905     |
| Canons Park        | EDGWARE                            | HA8                  | 51° 36′ 33″ N, 0° 17′ 18″ O | TQ1891       |
| Greenhill          | HARROW                             | HA1                  | 51° 35′ 02″ N, 0° 20′ 01″ O | TQ155885     |
| Harrow             | HARROW                             | HA1, HA2, HA3        | 51° 35′ 01″ N, 0° 20′ 47″ O | TQ145885     |
| Harrow on the Hill | HARROW                             | HA1                  | 51° 33′ 56″ N, 0° 19′ 58″ O | TQ155865     |
| Harrow Weald       | HARROW                             | HA3                  | 51° 36′ 14″ N, 0° 20′ 20″ O | TQ151907     |
| Hatch End          | PINNER                             | HA5                  | 51° 36′ 04″ N, 0° 22′ 27″ O | TQ125915     |
| Headstone          | HARROW                             | HA2, HA3             | 51° 36′ 05″ N, 0° 21′ 48″ O | TQ138907     |
| Kenton             | HARROW                             | HA3                  | 51° 34′ 59″ N, 0° 18′ 12″ O | TQ175885     |
| Little Stanmore    | EDGWARE                            | HA8                  | 51° 36′ 22″ N, 0° 17′ 02″ O | TQ189912     |
| North Harrow       | HARROW                             | HA1, HA2             | 51° 35′ 02″ N, 0° 21′ 48″ O | TQ135885     |
| Pinner             | PINNER                             | HA5                  | 51° 35′ 36″ N, 0° 23′ 22″ O | TQ115895     |
| Queensbury         | LONDRES, HARROW, STANMORE, EDGWARE | NW9, HA3, HA7, HA8   | 51° 35′ 31″ N, 0° 17′ 27″ O | TQ185895     |
| Rayners Lane       | HARROW, PINNER                     | HA2, HA5             | 51° 34′ 25″ N, 0° 22′ 25″ O | TQ128873     |
| Roxeth             | HARROW                             | HA1, HA2             | 51° 34′ 12″ N, 0° 20′ 49″ O | TQ1454887028 |
| South Harrow       | HARROW                             | HA2                  | 51° 33′ 50″ N, 0° 21′ 09″ O | TQ143863     |
| Stanmore           | STANMORE                           | HA7                  | 51° 37′ 05″ N, 0° 18′ 50″ O | TQ1691       |
| Wealdstone         | HARROW                             | HA3                  | 51° 35′ 45″ N, 0° 20′ 07″ O | TQ155895     |
| West Harrow        | HARROW                             | HA1, HA2             | 51° 34′ 47″ N, 0° 21′ 12″ O | TQ145875     |

## Quartiers électoraux
Belmont, Canons, Greenhill, Harrow on the Hill, Harrow Weald, Hatch End, Headstone North, Headstone South, Kenton East, Kenton West, Marlborough, Pinner, Pinner South, Queensbury, Rayners Lane, Roxbourne, Roxeth, Stanmore Park, Wealdstone, West Harrow.

## Référence
- (en) Cet article est partiellement ou en totalité issu de l’article de Wikipédia en anglais intitulé « List of districts in the London Borough of Harrow » (voir la liste des auteurs).